# 程军荣
程军荣（1978年—），江苏南京人，汉族，中华人民共和国政治人物、第十一届全国人民代表大会江苏地区代表。
毕业于南京航空航天大学继续教育学院计算机信息管理专业。加入中共，担任解放军第五三一一工厂机械光学加工车间党总支副书记。2008年起担任全国人大代表。